# Ichneumon sorex
Ichneumon sorex är en stekelart som beskrevs av Müller 1776. Ichneumon sorex ingår i släktet Ichneumon och familjen brokparasitsteklar. Inga underarter finns listade i Catalogue of Life.